# Schwandorf (stacja kolejowa)
Schwandorf – stacja kolejowa w Schwandorf, w kraju związkowym Bawaria, w Niemczech. Znajdują się tu 3 perony.